# سدر سرخ
سِدرِ سرخ (انگلیسی: Toona) یک سرده از خانواده ماهون‌ها (زیتون‌تلخیان)، بومی مناطقی از افغانستان در جنوب تا هند، و شرق به کره شمالی، پاپوآ گینه نو و شرق استرالیا است. در متون قدیمی‌تر، این جنس اغلب در محدوده وسیع‌تری از جنس مربوط به سدرهای جعبه‌سیگاری گنجانده شده بود، اما این جنس اکنون به گونه‌هایی از قاره آمریکا محدود شده‌است.